# Andrej Todoroski
Andrej Todoroski (mazedonisch Андреј Тодороски; * 19. April 1999 in Prilep) ist ein mazedonisch-österreichischer Fußballspieler.

## Karriere

### Verein
Todoroski spielte in jungen Jahren bei seinem Heimatverein FK Pobeda Prilep. Seine erste Station in Österreich war für den damals Elfjährigen ab Sommer 2010 die Nachwuchsabteilung des SK Rapid Wien, bei dem er später auch in der Akademie spielte. 2015 wechselte er zum First Vienna FC. Im April 2016 spielte er gegen den Landstraßer AC erstmals für die fünftklassige Zweitmannschaft der Vienna.
Im Mai 2017 debütierte er für die erste Mannschaft des Vereins in der Regionalliga, als er am 27. Spieltag der Saison 2016/17 gegen den SC Neusiedl am See in der 88. Minute für Daniel Maurer eingewechselt wurde.
Seine ersten beiden Tore in der Regionalliga erzielte er im Oktober 2017 bei einem 3:1-Sieg gegen den FC Stadlau. Nach der Zwangsversetzung in die fünftklassige 2. Landesliga in der Winterpause der Saison 2017/18 erzielte Todoroski dort in 15 Spielen 23 Tore.
Zur Saison 2018/19 wechselte er zum Zweitligisten Floridsdorfer AC. Sein Debüt in der 2. Liga gab er im Juli 2018, als er am ersten Spieltag jener Saison gegen den SKU Amstetten in der Startelf stand und in der 55. Minute durch Denis Bosnjak ersetzt wurde. Nach zwei Saisonen beim FAC wechselte er zur Saison 2020/21 zum Regionalligisten Wiener Sport-Club. Für den WSC kam er bis zum COVID-bedingten Saisonabbruch zu acht Einsätzen in der Regionalliga, in denen er viermal traf.
Zur Saison 2021/22 wechselte Todoroski nach Serbien zum Erstligisten FK Spartak Subotica.

### Nationalmannschaft
Todoroski debütierte im November 2018 gegen Montenegro für die mazedonische U-21-Auswahl.